# Mokau River
Der Mokau River ist ein Fluss in der Region Waikato auf der Nordinsel von Neuseeland.

## Geographie
Der Mokau River entspringt rund 9 km östlich der Raepahu Ridge und rund 16 km ostnordöstlich der kleinen Siedlung Bennydale. Der New Zealand State Highway 30 zieht rund 1,3 km südlich von Ost nach West vorbei. Von seinem Quellgebiet aus fließt der Mokau River in Richtung Westen an der Raepahu Ridge südlich vorbei, zwischen Puketutu und Piopio in einem Linksschwenk nach Süden und danach in Richtung Westen der Mündung bei Mokau in die Tasmansee entgegen.
Kurz vor seiner Mündung in die Tasmansee überquert der New Zealand State Highway 3 den Fluss.

## Freizeit
Der Mokau River ist ein beliebter Fluss zum Angeln und Bootfahren.